# For Those in Peril (1944)
For Those in Peril is een Britse oorlogsfilm uit 1944 onder regie van Charles Crichton.

## Verhaal
Tijdens de oorlog is luitenant Murray bij de marine, maar hij wil eigenlijk liever bij de luchtmacht dienen. Hij vaart mee met het schip van Rawlings, dat neergehaalde piloten moet oppikken. Ze belanden tijdens de missie in een mijnenveld en ze komen in het vizier van een vijandelijk schip. Rawlings komt om het leven en Murray moet het commando overnemen.

## Rolverdeling
| Acteur          | Personage      |
| --------------- | -------------- |
| David Farrar    | Murray         |
| Ralph Michael   | Rawlings       |
| Robert Wyndham  | Leverett       |
| John Slater     | Wilkie         |
| Robert Griffith | Coxswain       |
| John Batten     | Radio-officier |
| William Rodwell | Boordschutter  |
| Tony Bazell     | Overton        |
| Leslie Clarke   | Pearson        |